# De Ludwigs
De Ludwigs is een Nederlandse Horror Mystery Nickelodeon-serie die op 9 mei 2016 in première ging. De serie is bedoeld voor kinderen van 6 tot 12 jaar. In België en Nederland werd de serie van maandag tot donderdag uitgezonden om 19.20 uur. Vanaf 2018 werd de serie van maandag tot vrijdag om 18.00 uur uitgezonden.
Het eerste seizoen telt 40 afleveringen; de eerste 20 afleveringen werden van 9 mei tot 9 juni 2016 uitgezonden en de resterende 20 afleveringen van 19 september tot 20 oktober. Van 10 tot 20 april 2017 werd de special Wie is de dief? uitgezonden in acht losstaande afleveringen. Van 16 oktober tot 29 november 2017 werd het tweede seizoen uitgezonden, onder de titel Op jacht naar de stenen schat. Het derde seizoen van de serie met de titel Het Geheim van de Bloedverwanten telt 40 afleveringen; de eerste 20 afleveringen werden van 9 april tot 3 mei 2018 uitgezonden en de resterende 20 afleveringen van 17 september tot 11 oktober. Van 19 tot 29 november 2018 werd in acht losstaande afleveringen de tweede special De Ludwigs: Sinterklaas op slot (S.O.S.) uitgezonden, die in het teken stond van Sinterklaas. Van 28 oktober tot 29 november 2019 werd het vierde en het laatste seizoen van de serie uitgezonden onder de titel Het einde van de wereld. Ook is er een Engelstalige versie van De Ludwigs, getiteld Hunter Street.

## Verhaal
Benny is langs vele pleeggezinnen geweest, maar deze keer gaat hij naar de familie Ludwigs. De Ludwigs wonen in een grachtenpand in Amsterdam. De pleegouders Erik en Kate zijn plotseling op mysterieuze wijze verdwenen. De vijf pleegkinderen – Benny, Sam, Yara, Anoosha en Daniel – moeten uitzoeken wat er met hun pleegouders is gebeurd. Na vele zoektochten in het huis en in Amsterdam zijn ze veel dingen te weten gekomen over families, vijanden en ze beleven nog veel avonturen.

## Seizoenen
| Seizoen | Afleveringen (serie) | Deel | Afleveringen (seizoen) | Uitgezonden                         |
| Seizoen | Afleveringen (serie) | Deel | Afleveringen (seizoen) | &                                   |
| ------- | -------------------- | ---- | ---------------------- | ----------------------------------- |
| 1       | 40                   | 1    | 20                     | 9 mei 2016 – 9 juni 2016            |
| 1       | 40                   | 2    | 20                     | 19 september 2016 - 20 oktober 2016 |
| 2       | 28                   | 1    | 28                     | 16 oktober 2017 - 29 november 2017  |
| 3       | 40                   | 1    | 20                     | 9 april 2018 - 3 mei 2018           |
| 3       | 40                   | 2    | 20                     | 17 september 2018 - 11 oktober 2018 |
| 4       | 26                   | 1    | 26                     | 28 oktober 2019 - 29 november 2019  |

### Specials
| Special | Afleveringen | Uitgezonden                         | Uitgezonden |
| Special | Afleveringen | &                                   |             |
| ------- | ------------ | ----------------------------------- | ----------- |
| 1       | 8            | 10 april 2017 – 20 april 2017       |             |
| 2       | 8            | 19 november 2018 – 29 november 2018 |             |

## Rolverdeling

### Hoofdpersonages
| Personage               | Acteur/actrice         | Afleveringen          | Seizoenen  | Periode    |
| ----------------------- | ---------------------- | --------------------- | ---------- | ---------- |
| Benny (Benjamin) Ludwig | Timo Verbeek           | 1-82, 85, 96, 106-150 | 1-4        | 2016-2019  |
| Anoosha Ludwig          | Rosaline Lantink       | 1-150                 | 1-4        | 2016-2019  |
| Daniel Ludwig           | Yassine El Ouardi      | 1-150                 | 1-4        | 2016-2019  |
| Sam Ludwig              | Cedric van den Abbeele | 1-150                 | 1-4        | 2016-2019  |
| Yara Ludwig             | Luca Hollestelle       | 1-150                 | 1-4        | 2016-2019  |
| Nigel Ludwig            | Eliyha Altena          | 77-150                | 3-4        | 2018-2019  |
| Valerie Ludwig          | Jules van der Zouwen   | 83-150                | 3-4        | 2018-2019  |
| Saar Ludwig             | Zora Hamel             | 117, 141              | Special, 4 | 2018, 2019 |

### Nevenpersonages
| Personage                                                | Acteur/actrice       | Afleveringen                    | Seizoenen | Periode    |
| -------------------------------------------------------- | -------------------- | ------------------------------- | --------- | ---------- |
| Erik Ludwig                                              | Bastiaan Ragas       | 1, 20-150                       | 1-5       | 2016-2019  |
| Kate Ludwig                                              | Tooske Ragas         | 1, 20-150                       | 1-5       | 2016-2019  |
| Tim ten Kuil                                             | Arno Moens           | 1-40                            | 1         | 2016       |
| Simone Smit                                              | Yootha Wong-Loi-Sing | 2-150                           | 1-5       | 2016-2017  |
| Schoolhoofd Mevrouw Rakhorst                             | Wimie Wilhelm        | 3-76                            | 1-2       | 2016-2017  |
| Rinus                                                    | Kees Hulst           | 5-116                           | 1-3       | 2016-2018  |
| Tante Hedwig                                             | Joke Tjalsma         | 11-13, 17-20                    | 1         | 2016       |
| Oom Pierre                                               | Han Kerckhoffs       | 17-20                           | 1         | 2016       |
| Sophie Sagatorius                                        | Pip Pellens          | 14-15 (stem), 32-35-40, 125-150 | 1, 4      | 2016, 2019 |
| Jan Sagatorius                                           | Juda Goslinga        | 24-28, 37-39 (stem), 40         | 1         | 2016       |
| Tante Janine                                             | Marit van Bohemen    | 49-76                           | 2         | 2017       |
| Neefje Olivier                                           | Alexander Brouwer    | (49), 50-76                     | 2         | 2017       |
| Roos                                                     | Rhizlane Omarhi      | 52-76                           | 2         | 2017       |
| Robijn                                                   | Sarah Nauta          | (53), 54-76, 142-               | 2, 4      | 2017, 2019 |
| Bob, de boswachter (vader van Roos)                      | Mungu Cornelis       | 56-76                           | 2         | 2017       |
| Politieagente Paula                                      | Fenna Ramos          | 78-116                          | 3         | 2018       |
| Rechercheur Paul                                         | Michael de Roos      | (77), 78-116, 125-150           | 3-4       | 2018-2019  |
| Sjoerd                                                   | Mark Wijsman         | 81-116                          | 3         | 2018       |
| Alexandra (Apollo)                                       | Manou Jue Cardoso    | 88-116, 138-150                 | 3, 4      | 2018-2019  |
| Avani, mysterieuze vrouw en ontvoerder (zus van Anoosha) | Romy Pho             | 127-150                         | 4         | 2019       |

### Gastpersonages
| Personage                                               | Acteur/actrice      | Afleveringen  | Seizoenen | Periode   |
| ------------------------------------------------------- | ------------------- | ------------- | --------- | --------- |
| Kroes                                                   | Cees Geel           | 1, 26, 30-36  | 1         | 2016      |
| Oude portier                                            | Ben Abelsma         | 2, 9          | 1         | 2016      |
| Stage manager                                           | Daan Weterings      | 2             | 1         | 2016      |
| Oude knorrige man                                       | Edo Douma           | 3-4           | 1         | 2016      |
| Vrouw in de museumtour                                  | Anke van 't Hof     | 3-4           | 1         | 2016      |
| Docent                                                  | Gürkan Küçüksentürk | 3-150         | 1         | 2016      |
| Knappe jongen in het park                               | Thijs Boermans      | 9-10          | 1         | 2016      |
| Meisje in het park                                      | Gina van Os         | 10            | 1         | 2016      |
| Josephine                                               | Geerteke van Lierop | 11            | 1         | 2016      |
| Geestige Piet                                           | Ali Çifteci         | 11-12         | 1         | 2016      |
| Rik de Boer, journalist (stem)                          | onbekend            | 13            | 1         | 2016      |
| Kelly (vlogger)                                         | Aliyah Kolf         | 15-16         | 1         | 2016      |
| Bruining                                                | Gijs de Lange       | 16, 37-38     | 1         | 2016      |
| Man van Opvanghuis Zwartwoud                            | onbekend            | 19            | 1         | 2016      |
| Fietskoerier                                            | Daniel Kemna        | 20, 40        | 1         | 2016      |
| Bewaker                                                 | Bob Schrijber       | 21-22         | 1         | 2016      |
| Auke                                                    | Pim Veth            | 22            | 1         | 2016      |
| Stella                                                  | Abbelieke Bouwers   | 22            | 1         | 2016      |
| Gertrude                                                | Truus te Selle      | 22-37         | 1         | 2016      |
| Bewaker Edgar                                           | Bas Hoeflaak        | 24            | 1         | 2016      |
| Woninginspecteur Peter Peters                           | Noël Keulen         | 25-26         | 1         | 2016      |
| Janine Kroes                                            | Allegra Feingold    | 25-26, 31-32  | 1         | 2016      |
| Julius Kroes                                            | Amedeo Feingold     | 26, 31-32     | 1         | 2016      |
| Oude dames op straat                                    | Hedy Wiegner        | 32            | 1         | 2016      |
| Oude dames op straat                                    | Nel Lekatompessy    | 32            | 1         | 2016      |
| Handlangers van Kroes                                   | Arnost Kraus        | 35-36         | 1         | 2016      |
| Handlangers van Kroes                                   | Erik van Welzen     | 35-36         | 1         | 2016      |
| Bas, de bakkersjongen                                   | Jason de Ridder     | 41-48         | 2         | 2017      |
| Fleur, de bloemiste                                     | Iris Hesseling      | 41-43         | 2         | 2017      |
| Juwelier                                                | Alwin Pulinckx      | 41-48         | 2         | 2017-2019 |
| Bob, de rattenverdelger                                 | Sebas Berman        | 41-48         | 2         | 2017      |
| Sascha (buurmeisje)                                     | Nola Kemper         | 43            | 2         | 2017      |
| De vader (Jonathan) van Olivier & Robijn                | Julien Croiset      | 58            | 2         | 2017      |
| De moeder van Olivier & Robijn                          | onbekend            | 58            | 2         | 2017      |
| Jacob Kwast                                             | Julien Croiset      | 65, 69        | 2         | 2017      |
| Gerben van Putten (Oom Sebastiaan)                      | Julien Croiset      | 65, 69        | 2         | 2017      |
| Man op straat                                           | onbekend            | 68            | 2         | 2017      |
| Meneer van Klaar (Vauclair)                             | Dries Vanhegen      | 68-76         | 2         | 2017      |
| Dianne (Lid van de Bloedverwanten)                      | Ottolien Boeschoten | 78, 92-150    | 3-        | 2018      |
| IJsverkoper                                             | Thijs Feldberg      | 82            | 3-        | 2018      |
| Martin (Lid van de Bloedverwanten)                      | Sabri Saad El Hamus | 84, 93-150    | 3-        | 2018      |
| Pamela                                                  | Bonnie Williams     | 87-150        | 3-        | 2018      |
| Winkel verkoopster                                      | onbekend            | 91            | 3-        | 2018      |
| Klant in de winkel                                      | Sven de Wijn        | 91            | 3-        | 2018      |
| Glazenwasser                                            | onbekend            | 91            | 3-        | 2018      |
| Bernard (Lid van de Bloedverwanten)                     | Kenan Raven         | 93-150        | 3-        | 2018      |
| Juf Bloemendaal                                         | onbekend            | 93-150        | 3-        | 2018      |
| Man bij de standbeelden                                 | onbekend            | 96            | 3-        | 2018      |
| Burgemeester                                            | Marike Mingelen     | 117, 124      | Special   | 2018      |
| Derk de Rijk, wethouder (assistent) van de Burgemeester | Thomas Cammaert     | 117, 122-124  | Special   | 2018      |
| Sinterklaas                                             | Peter Faber         | 124           | Special   | 2018      |
| Beveiliger in het museum                                | onbekend            | 125           | 4         | 2019      |
| Anne-Frederique                                         | Julia Nauta         | 132-133, 143- | 4         | 2019      |
| Leonoor                                                 | Laila Claessen      | 132-133, 143- | 4         | 2019      |
| Charlie                                                 | Sharai Rodrigues    | 143-150       | 4         | 2019      |
| Abe Roest                                               | Alain Van Goethem   | 143-150       | 4         | 2019      |

## Afleveringen

### Seizoen 1 - Deel 1
| Aflevering (seizoen) | Aflevering (serie) | Titel               | Uitzenddatum |
| -------------------- | ------------------ | ------------------- | ------------ |
| 1                    | 1                  | De Nieuwe Ludwig    | 9 mei 2016   |
| 2                    | 2                  | De Dikke Dame Zingt | 10 mei 2016  |
| 3                    | 3                  | De Ideale Leerling  | 11 mei 2016  |
| 4                    | 4                  | Kunst Om De Kunst   | 12 mei 2016  |
| 5                    | 5                  | De Grote Schoonmaak | 16 mei 2016  |
| 6                    | 6                  | Hartenheer          | 17 mei 2016  |
| 7                    | 7                  | Ieder Potje         | 18 mei 2016  |
| 8                    | 8                  | Heimlich            | 19 mei 2016  |
| 9                    | 9                  | Vrij                | 23 mei 2016  |
| 10                   | 10                 | Paarse Regen        | 24 mei 2016  |
| 11                   | 11                 | Josephine           | 25 mei 2016  |
| 12                   | 12                 | Graveyard Shift     | 26 mei 2016  |
| 13                   | 13                 | Blauwe Hoop         | 30 mei 2016  |
| 14                   | 14                 | Exposé              | 31 mei 2016  |
| 15                   | 15                 | Obsessie            | 1 juni 2016  |
| 16                   | 16                 | Namaak              | 2 juni 2016  |
| 17                   | 17                 | Oude Ludwigs        | 6 juni 2016  |
| 18                   | 18                 | Overhandiging       | 7 juni 2016  |
| 19                   | 19                 | Zwartwoud           | 8 juni 2016  |
| 20                   | 20                 | Vermist             | 9 juni 2016  |

### Seizoen 1 - Deel 2
| Aflevering (seizoen) | Aflevering (serie) | Titel                 | Uitzenddatum      |
| -------------------- | ------------------ | --------------------- | ----------------- |
| 1                    | 21                 | Contact               | 19 september 2016 |
| 2                    | 22                 | Pleegpleegouders      | 20 september 2016 |
| 3                    | 23                 | VOC                   | 21 september 2016 |
| 4                    | 24                 | Zonnewijzer           | 22 september 2016 |
| 5                    | 25                 | Cassandras Kaart      | 26 september 2016 |
| 6                    | 26                 | Danse Macabre         | 27 september 2016 |
| 7                    | 27                 | De Cloud              | 28 september 2016 |
| 8                    | 28                 | Verjaardagstranen     | 29 september 2016 |
| 9                    | 29                 | Cassies Doolhof       | 3 oktober 2016    |
| 10                   | 30                 | Het Labyrinth         | 4 oktober 2016    |
| 11                   | 31                 | Spionnenspel          | 5 oktober 2016    |
| 12                   | 32                 | De Buurtjes           | 6 oktober 2016    |
| 13                   | 33                 | Het Gevangenendilemma | 10 oktober 2016   |
| 14                   | 34                 | Eters Over De Vloer   | 11 oktober 2016   |
| 15                   | 35                 | Korte Termijn         | 12 oktober 2016   |
| 16                   | 36                 | Het Fortuin           | 13 oktober 2016   |
| 17                   | 37                 | Een Stapje Voor       | 17 oktober 2016   |
| 18                   | 38                 | Restauratie           | 18 oktober 2016   |
| 19                   | 39                 | Klus Geklaard         | 19 oktober 2016   |
| 20                   | 40                 | De Ludwigs            | 20 oktober 2016   |

### Special (Wie is de dief?)
| Aflevering (special) | Aflevering (serie) | Titel              | Uitzenddatum  |
| -------------------- | ------------------ | ------------------ | ------------- |
| 1                    | 41                 | De opdracht        | 10 april 2017 |
| 2                    | 42                 | Gestolen!          | 11 april 2017 |
| 3                    | 43                 | Liefdesverdriet    | 12 april 2017 |
| 4                    | 44                 | De Inbraak         | 13 april 2017 |
| 5                    | 45                 | Niet wat het lijkt | 17 april 2017 |
| 6                    | 46                 | De Rattenvanger    | 18 april 2017 |
| 7                    | 47                 | Wie is de dief?    | 19 april 2017 |
| 8                    | 48                 | Feest              | 20 april 2017 |

### Seizoen 2 (Op jacht naar de stenen schat)
| Aflevering (seizoen) | Aflevering (serie) | Titel                   | Uitzenddatum     |
| -------------------- | ------------------ | ----------------------- | ---------------- |
| 1                    | 49                 | De sterke start         | 16 oktober 2017  |
| 2                    | 50                 | De sprookjestaart       | 16 oktober 2017  |
| 3                    | 51                 | De spookstraf           | 17 oktober 2017  |
| 4                    | 52                 | Het spannende shot      | 18 oktober 2017  |
| 5                    | 53                 | De smurriesoep          | 19 oktober 2017  |
| 6                    | 54                 | De sambalstreek         | 23 oktober 2017  |
| 7                    | 55                 | De stiekeme steler      | 24 oktober 2017  |
| 8                    | 56                 | De stomme sommen        | 25 oktober 2017  |
| 9                    | 57                 | De stampspriet          | 26 oktober 2017  |
| 10                   | 58                 | De schatkaartscheur     | 30 oktober 2017  |
| 11                   | 59                 | De stootstrategie       | 31 oktober 2017  |
| 12                   | 60                 | De slinkse stroper      | 1 november 2017  |
| 13                   | 61                 | De schrikschuur         | 2 november 2017  |
| 14                   | 62                 | De speurtochtstrijd     | 6 november 2017  |
| 15                   | 63                 | De stroperstopper       | 7 november 2017  |
| 16                   | 64                 | De stille sage          | 8 november 2017  |
| 17                   | 65                 | Het Sebastiaan spoor    | 9 november 2017  |
| 18                   | 66                 | De stoere stadswachter  | 13 november 2017 |
| 19                   | 67                 | De slome sluiper        | 14 november 2017 |
| 20                   | 68                 | De slimme strijders     | 15 november 2017 |
| 21                   | 69                 | De suffe snob           | 16 november 2017 |
| 22                   | 70                 | De scherpe surveillance | 20 november 2017 |
| 23                   | 71                 | De schone schijn        | 21 november 2017 |
| 24                   | 72                 | De sociale sluwerd      | 22 november 2017 |
| 25                   | 73                 | De steenrijke sjeik     | 23 november 2017 |
| 26                   | 74                 | De snode slechterik     | 27 november 2017 |
| 27                   | 75                 | De stenen schat         | 28 november 2017 |
| 28                   | 76                 | Het spannende slot      | 29 november 2017 |

### Seizoen 3 - Deel 1 (Het geheim van de bloedverwanten)
| Aflevering (seizoen) | Aflevering (serie) | Titel               | Uitzenddatum  |
| -------------------- | ------------------ | ------------------- | ------------- |
| 1                    | 77                 | De Cryptex          | 9 april 2018  |
| 2                    | 78                 | Het kroon symbool   | 9 april 2018  |
| 3                    | 79                 | De kunstroof?       | 10 april 2018 |
| 4                    | 80                 | De puzzeldoos       | 11 april 2018 |
| 5                    | 81                 | De politie inval    | 12 april 2018 |
| 6                    | 82                 | Het afscheid        | 13 april 2018 |
| 7                    | 83                 | De verrassing       | 16 april 2018 |
| 8                    | 84                 | Valerie             | 17 april 2018 |
| 9                    | 85                 | De ketting          | 18 april 2018 |
| 10                   | 86                 | De museum missie    | 19 april 2018 |
| 11                   | 87                 | De paarse heks      | 20 april 2018 |
| 12                   | 88                 | Alex                | 23 april 2018 |
| 13                   | 89                 | William Ruybosch    | 24 april 2018 |
| 14                   | 90                 | Verstoppertje       | 25 april 2018 |
| 15                   | 91                 | Het Pamela Plan!    | 26 april 2018 |
| 16                   | 92                 | Het Ludwig theater  | 27 april 2018 |
| 17                   | 93                 | Het geheime gesprek | 30 april 2018 |
| 18                   | 94                 | Een slecht plan     | 1 mei 2018    |
| 19                   | 95                 | Missie: Minbraak!   | 2 mei 2018    |
| 20                   | 96                 | De redding          | 3 mei 2018    |

### Seizoen 3 - Deel 2
| Aflevering (seizoen) | Aflevering (serie) | Titel                             | Uitzenddatum      |
| -------------------- | ------------------ | --------------------------------- | ----------------- |
| 1                    | 97                 | Wie is de mol?                    | 17 september 2018 |
| 2                    | 98                 | Warm en donker                    | 17 september 2018 |
| 3                    | 99                 | Daniel de verrader                | 18 september 2018 |
| 4                    | 100                | De Apoll0 raadsels                | 19 september 2018 |
| 5                    | 101                | Missie: De gekke hack!            | 20 september 2018 |
| 6                    | 102                | Waar is de dief?                  | 21 september 2018 |
| 7                    | 103                | Gekke ome Leo                     | 24 september 2018 |
| 8                    | 104                | De Giga Geheime kamer             | 25 september 2018 |
| 9                    | 105                | Wie is Apoll0?                    | 26 september 2018 |
| 10                   | 106                | Missie: Bescherm-de-kroon-niet!   | 27 september 2018 |
| 11                   | 107                | Benny is terug                    | 28 september 2018 |
| 12                   | 108                | Waar is de kroon?                 | 1 oktober 2018    |
| 13                   | 109                | Van wie is de sleutel?            | 2 oktober 2018    |
| 14                   | 110                | De kaart en de taart              | 3 oktober 2018    |
| 15                   | 111                | Wie van de twee?                  | 4 oktober 2018    |
| 16                   | 112                | Missie: Breek de Box!             | 5 oktober 2018    |
| 17                   | 113                | Dit is de mol                     | 8 oktober 2018    |
| 18                   | 114                | Het kasteel van de Bloedverwanten | 9 oktober 2018    |
| 19                   | 115                | De overdracht                     | 10 oktober 2018   |
| 20                   | 116                | Komt alles goed?                  | 11 oktober 2018   |

### Special (Sinterklaas op slot: S.O.S.)
| Aflevering (seizoen) | Aflevering (serie) | Titel          | Uitzenddatum     |
| -------------------- | ------------------ | -------------- | ---------------- |
| 1                    | 117                | Het Gedicht    | 19 november 2018 |
| 2                    | 118                | Alarm          | 20 november 2018 |
| 3                    | 119                | Waar Rook is   | 21 november 2018 |
| 4                    | 120                | Wat Een lawaai | 22 november 2018 |
| 5                    | 121                | Raadsels       | 26 november 2018 |
| 6                    | 122                | Niet alleen    | 27 november 2018 |
| 7                    | 123                | Slijm lijm     | 28 november 2018 |
| 8                    | 124                | Surprises      | 29 november 2018 |

### Seizoen 4 (Het einde van de wereld)
| Aflevering (seizoen) | Aflevering (serie) | Titel                    | Uitzenddatum     |
| -------------------- | ------------------ | ------------------------ | ---------------- |
| 1                    | 125                | Het begin van het eind   | 28 oktober 2019  |
| 2                    | 126                | De gestolen piramide     | 28 oktober 2019  |
| 3                    | 127                | Ontken alles             | 29 oktober 2019  |
| 4                    | 128                | Nieuw bewijs             | 30 oktober 2019  |
| 5                    | 129                | Om de tuin leiden        | 31 oktober 2019  |
| 6                    | 130                | Volg je hart             | 1 november 2019  |
| 7                    | 131                | De droomkamer            | 4 november 2019  |
| 8                    | 132                | Spoorloos                | 5 november 2019  |
| 9                    | 133                | Boeiend                  | 6 november 2019  |
| 10                   | 134                | Onschuldig?              | 7 november 2019  |
| 11                   | 135                | De ontsnapping           | 8 november 2019  |
| 12                   | 136                | Net doen alsof           | 11 november 2019 |
| 13                   | 137                | Alles-pakker             | 12 november 2019 |
| 14                   | 138                | Oude bekende             | 13 november 2019 |
| 15                   | 139                | Echt nep                 | 14 november 2019 |
| 16                   | 140                | De deal                  | 15 november 2019 |
| 17                   | 141                | De waarheid              | 18 november 2019 |
| 18                   | 142                | Nieuwe kansen            | 19 november 2019 |
| 19                   | 143                | De Ludwigs               | 20 november 2019 |
| 20                   | 144                | De grootste fan          | 21 november 2019 |
| 21                   | 145                | De laatste kans          | 22 november 2019 |
| 22                   | 146                | Het einde van de wereld  | 25 november 2019 |
| 23                   | 147                | Duistere krachten        | 26 november 2019 |
| 24                   | 148                | Het Oog van Nostradamus  | 27 november 2019 |
| 25                   | 149                | Het einde van de Ludwigs | 28 november 2019 |
| 26                   | 150                | Eind goed                | 29 november 2019 |

## Trivia
- De binnenopnamen werden in de studio van Aalsmeer opgenomen. De buitenopnamen werden opgenomen in Amsterdam en bij het grachtenpand De Dolphijn aan het Singel 140-142. Het grachtenpand De Dolphijn wordt gebruikt als decor als het Ludwighuis voor de serie.
- Het Cygnus Gymnasium in Amsterdam-Oost werd als decor gebruikt voor de serie als de school van De Ludwigs.
- Het verhaal van het tweede seizoen speelt zich af bij een villa van tante Janine in het bos in België. In werkelijkheid is het Landgoed Noordenhoek dat als decor werd gebruikt en staat de villa van tante Janine niet in België maar in Nederland in de provincie Gelderland bij Deil.
- Het Muiderslot in Muiden werd als decor gebruikt als het kasteel van de bloedverwanten.
- Het gebouw Het Sieraad op de Postjesweg 1 in Amsterdam fungeerde als politiebureau in het seizoen Het einde van de wereld.